# Wrzępia
Wrzępia – wieś w Polsce położona w województwie małopolskim, w powiecie brzeskim, w gminie Szczurowa.
W latach 1975–1998 miejscowość administracyjnie należała do województwa tarnowskiego. Integralne części miejscowości: Michala, Radziejów.
Na terenie miejscowości w latach 90. XX wieku zlokalizowano stanowisko kultury przeworskiej. W 2021 roku w wyniku przeprowadzonych badań wykopaliskowych zidentyfikowano na jej terenie największe znane w Polsce centrum produkcji garncarskiej, oraz jednocześnie jedno z największych, obok znanego z miejscowości Medieșu Aurit w południowo-zachodniej Rumunii, stanowisk produkcyjnych okresu rzymskiego na obszarze europejskiego Barbaricum.